# ATP Challenger Košice
Das ATP Challenger Košice (offizieller Name Košice Open) war ein von 2003 bis 2014 jährlich stattfindendes Tennisturnier in Košice, der Slowakei. Es war Teil der ATP Challenger Tour und wurde im Freien auf Sand ausgetragen. Rekordsieger des Turniers ist der Slowake Igor Zelenay mit drei Siegen in der Doppelkonkurrenz. 2003 gab es eine weitere Austragung, die offiziell aber nicht in die Turnierreihe gehört.

## Siegerliste

### Einzel
| Jahr     | Sieger                   | Finalgegner             | Finalergebnis  |
| -------- | ------------------------ | ----------------------- | -------------- |
| 2014     | Frank Dancevic           | Norbert Gombos          | 6:2, 3:6, 6:2  |
| 2013     | Michail Kukuschkin       | Damir Džumhur           | 6:4, 1:6, 6:2  |
| 2012     | Aljaž Bedene             | Simon Greul             | 7:61, 6:2      |
| 2011     | Simon Greul              | Victor Crivoi           | 6:2, 6:1       |
| 2010     | Rubén Ramírez Hidalgo    | Filip Krajinović        | 6:3, 6:2       |
| 2009     | Stéphane Robert          | Jiří Vaněk              | 7:65, 7:65     |
| 2008     | Lukáš Rosol              | Miguel Ángel López Jaén | 7:5, 6:1       |
| 2007     | Jérémy Chardy            | Denis Gremelmayr        | 4:6, 7:65, 6:4 |
| 2006     | Nicolas Devilder         | Gorka Fraile            | 6:0, 6:1       |
| 2005     | Răzvan Sabău             | Adam Chadaj             | 6:1, 6:2       |
| 2004     | Peter Luczak             | Janko Tipsarević        | 7:5, 7:5       |
| 2003 (2) | Rubén Ramírez Hidalgo    | Tomáš Zíb               | 6:3, 4:6, 6:4  |
| 2003 (1) | Martín Vassallo Argüello | Hermes Gamonal          | 6:3, 6:3       |

### Doppel
| Jahr     | Sieger                                 | Finalgegner                                | Finalergebnis     |
| -------- | -------------------------------------- | ------------------------------------------ | ----------------- |
| 2014     | Facundo Argüello Ariel Behar           | Andriej Kapaś Błażej Koniusz               | 6:4, 7:64         |
| 2013     | Kamil Čapkovič Igor Zelenay (3)        | Gero Kretschmer Alexander Satschko         | 6:4, 7:65         |
| 2012     | Tomasz Bednarek (2) Mateusz Kowalczyk  | Uladsimir Ihnazik Andrej Wassileuski       | 6:2, 5:7, [14:12] |
| 2011     | Simon Greul Bastian Knittel            | Facundo Bagnis Eduardo Schwank             | 2:6, 6:3, [11:9]  |
| 2010     | Miloslav Mečíř junior Marek Semjan     | Ricardo Hocevar Caio Zampieri              | 3:6, 6:1, [13:11] |
| 2009     | Rubén Ramírez Hidalgo Santiago Ventura | Dominik Hrbatý Martin Kližan               | 6:2, 7:65         |
| 2008     | Tomasz Bednarek (1) Igor Zelenay (2)   | Miguel Ángel López Jaén Carlos Poch Gradin | 6:1, 4:6, [13:11] |
| 2007     | Filip Polášek Lukáš Rosol              | Leonardo Azzaro Flavio Cipolla             | 6:1, 7:65         |
| 2006     | Viktor Bruthans Pavel Šnobel           | Kamil Čapkovič Lukáš Lacko                 | 7:5, 5:7, [10:4]  |
| 2005     | Petr Luxa Igor Zelenay (1)             | Johan Landsberg Harel Levy                 | 6:4, 6:2          |
| 2004     | Devin Bowen Peter Luczak               | Jan Hernych Petr Kralert                   | 6:2, 7:66         |
| 2003 (2) | Lucas Arnold Ker Mariano Hood          | Salvador Navarro Rubén Ramírez Hidalgo     | 2:1 aufgg.        |
| 2003 (1) | Stephen Huss Myles Wakefield           | Álex López Morón Andrés Schneiter          | 6:4, 6:3          |